# Curte constituțională
Curtea constituțională este o curte supremă care se ocupă de dreptul constituțional. Acest organ judiciar constituțional special desemnat verifică constituționalitatea legilor, având atribuțiile prevăzute de constituție.

## Istorie
Înainte de 1919, Statele Unite, Canada și Australia adoptaseră conceptul de control judiciar de către instanțele lor, urmând principii comune ale sistemelor lor juridice similare de drept comun, pe care ei, la rândul lor, le moșteniseră din dreptul colonial britanic.
În 1919, Prima Republică Austriacă a înființat prima instanță constituțională dedicată, Curtea Constituțională a Austriei, care a existat totuși ca nume până la 10 octombrie 1920. Noua constituție a țării a dat puterea curții de a revizui legile landurilor Austriei.
Pe 2 februarie 1920 a intrat în vigoare Constituția Cehoslovaciei care a prevăzut o instanță dedicată pentru controlul judiciar al legilor parlamentare.
din 1920, care a intrat în vigoare la 2 februarie 1920, a fost prima care a prevăzut o instanță dedicată pentru controlul judiciar al legilor parlamentare, dar curtea nu s-a întrunit decât în noiembrie 1921.
Organizarea și competențele ambelor instanțe au fost influențate de teoriile constituționale ale lui Hans Kelsen. Ulterior, ideea de a avea o curte constituțională specială separată, care audiază doar cazurile referitoare la constituționalitatea legilor la nivel național a devenit cunoscută sub numele de Sistemul austriac și a fost ulterior adoptată de multe alte țări, cum ar fi Liechtenstein (1925), Grecia (1927), Spania (1931), Germania (1949) etc.

## Competențe
Instituția controlului judiciar al constituționalității legilor apare în două modele principale: american și european. În sistemul american (mai vechi, prezent în multe țări cu tradiție de common law), controlul constituționalității este realizat de instanțele judecătorești de drept comun. În modelul european, această responsabilitate revine unei curți constituționale distincte. Multe țări (în special din America Latină) au adoptat un model mixt de control al constituționalității, unde această sarcină este realizată de o cameră distinctă a Curții Supreme.
Curțile constituționale sunt instanțe speciale, considerate a fi printre cele mai importante organe ale statului. Principala lor competență este evaluarea conformității normelor legale inferioare (legi și reglementări subsecvente, cum ar fi hotărârile guvernamentale) cu normele constituționale. 
Pe lângă controlul constituționalității legilor, curțile constituționale au adesea și alte competențe, precum:
- rezolvarea conflictelor de competență între cele mai înalte organe ale statului,
- controlul corectitudinii alegerilor și referendumurilor,
- verificarea constituționalității partidelor politice (inclusiv posibilitatea de a le declara ilegale)
- desfășurarea procedurilor penale împotriva înalților funcționari de stat pentru infracțiuni comise.

## Funcții
Controlând constituționalitatea legilor, curțile constituționale îndeplinesc mai multe funcții esențiale:
- Impunerea limitelor constituționale asupra activităților autorităților legislative și executive;
- Prevenirea uzurpării puterii de către majoritatea parlamentară;
- Protejarea minorităților împotriva tiraniei majorității;
- Asigurarea respectării drepturilor cetățenești, în special în situațiile în care acestea sunt încălcate de autorități sau de majoritatea societății;
- Rezolvarea conflictelor politice majore care nu pot fi soluționate pe cale parlamentară din cauza polarizării excesive;
- Facilitarea implicării cetățenilor în viața politică, prin posibilitatea de a depune plângeri constituționale, ceea ce contribuie la aprofundarea democrației și creșterea legitimității regimului.

Comparativ cu sistemul american descentralizat, funcționarea unei curți constituționale:
- Susține unitatea jurisprudenței și siguranța juridică;
- Oferă expertiză constituțională printr-un grup dedicat de specialiști;
- Crește legitimitatea democratică, deoarece membrii curților constituționale sunt, de obicei, numiți de organisme reprezentative, spre deosebire de judecătorii din sistemul de drept comun;
- Sprijină tranzițiile constituționale în țările care trec de la un regim constituțional la altul, pe baza datelor din țările europene;
- Menține echilibrul între puteri în stat. Curțile constituționale sunt adesea instituite pentru a preveni dominația unui singur organ al statului.

## Modele ale curților constituționale
Se disting două forme principale de funcționare a curților constituționale: modelul francez și cel german, cu variante intermediare (de exemplu, în Italia). Diferența principală constă în cine are dreptul de a sesiza curtea constituțională.
- În modelul francez, doar anumite organe, precum Avocatul Poporului sau Președintele sau grupuri politice (de obicei, un număr specific de parlamentari) pot solicita controlul constituționalității. Acesta este un control abstract, bazat pe simpla îndoială privind cnformitatea unui act normativ cu constituția. Cetățenii nu au acces direct la curte.
- În modelul german, controlul constituționalității este concret. Cetățenii care consideră că drepturile lor fundamentale au fost încălcate pot înainta o plângere constituțională, după ce au epuizat căile judiciare obișnuite. Condițiile pentru această plângere sunt stricte și, de regulă, se face prin intermediul unei instanțe comune sau supreme. Instanțele de drept comun pot adresa curții constituționale întrebări preliminare privind constituționalitatea.

Consecințele declarării neconstituționalității diferă între state. În cazul controlului concret, neconstituționalitatea este aplicată doar pentru cazul respectiv, în timp ce în cazul controlului abstract norma este eliminată din sistemul juridic.

## Componență
În funcție de jurisdicție, pot exista diferențe:
- Pensionare obligatorie la o îndeplinirea unei anumite vârste (spre exemplu vârsta de 70 de ani în Irlanda, Japonia, Austria)
- Numărul de membri (spre exemplu Spania are 79 de membri și Austria are 60)
- Perioada mandatului
- Modul de selecție

## Galerie

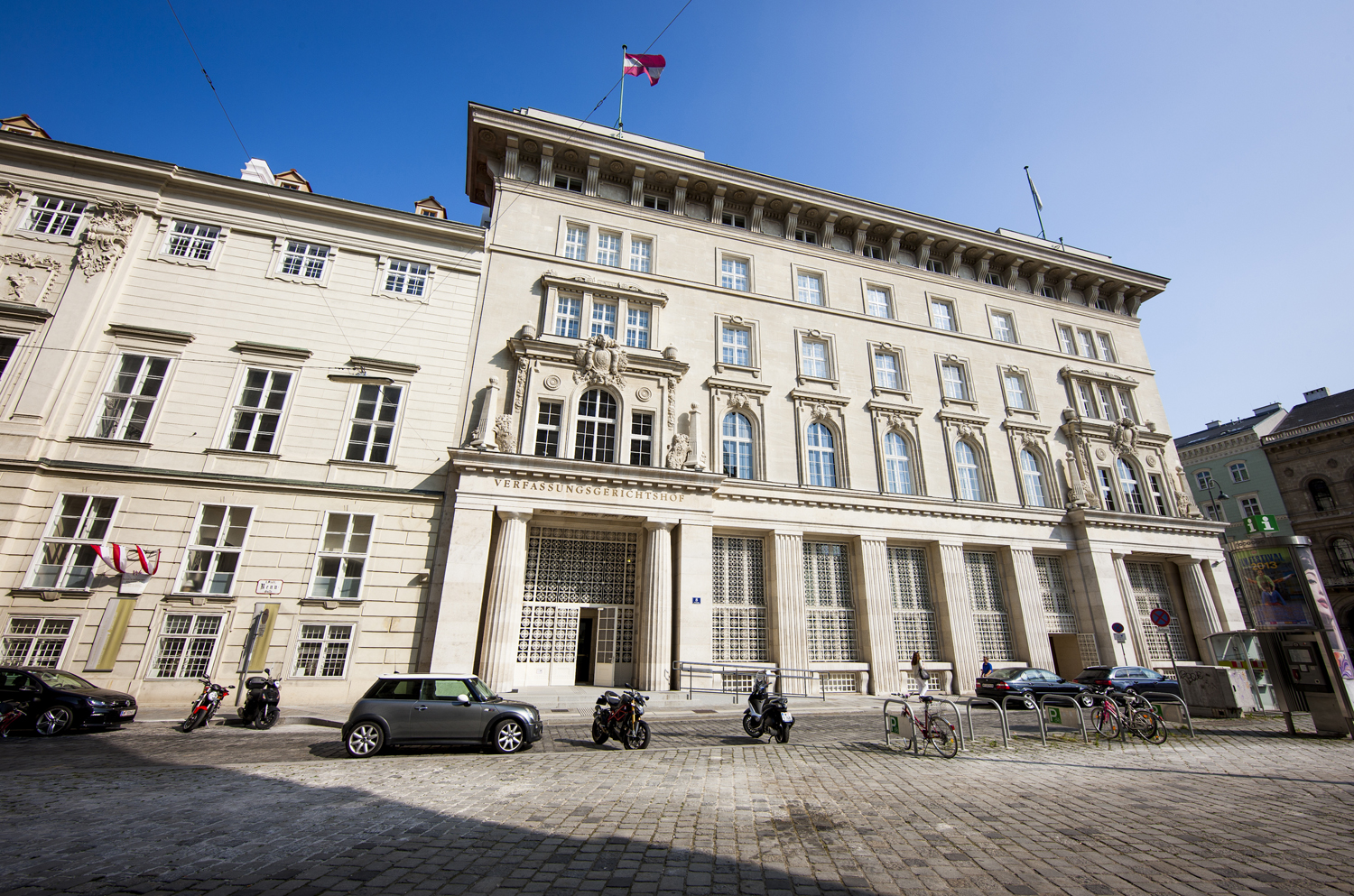
Austria
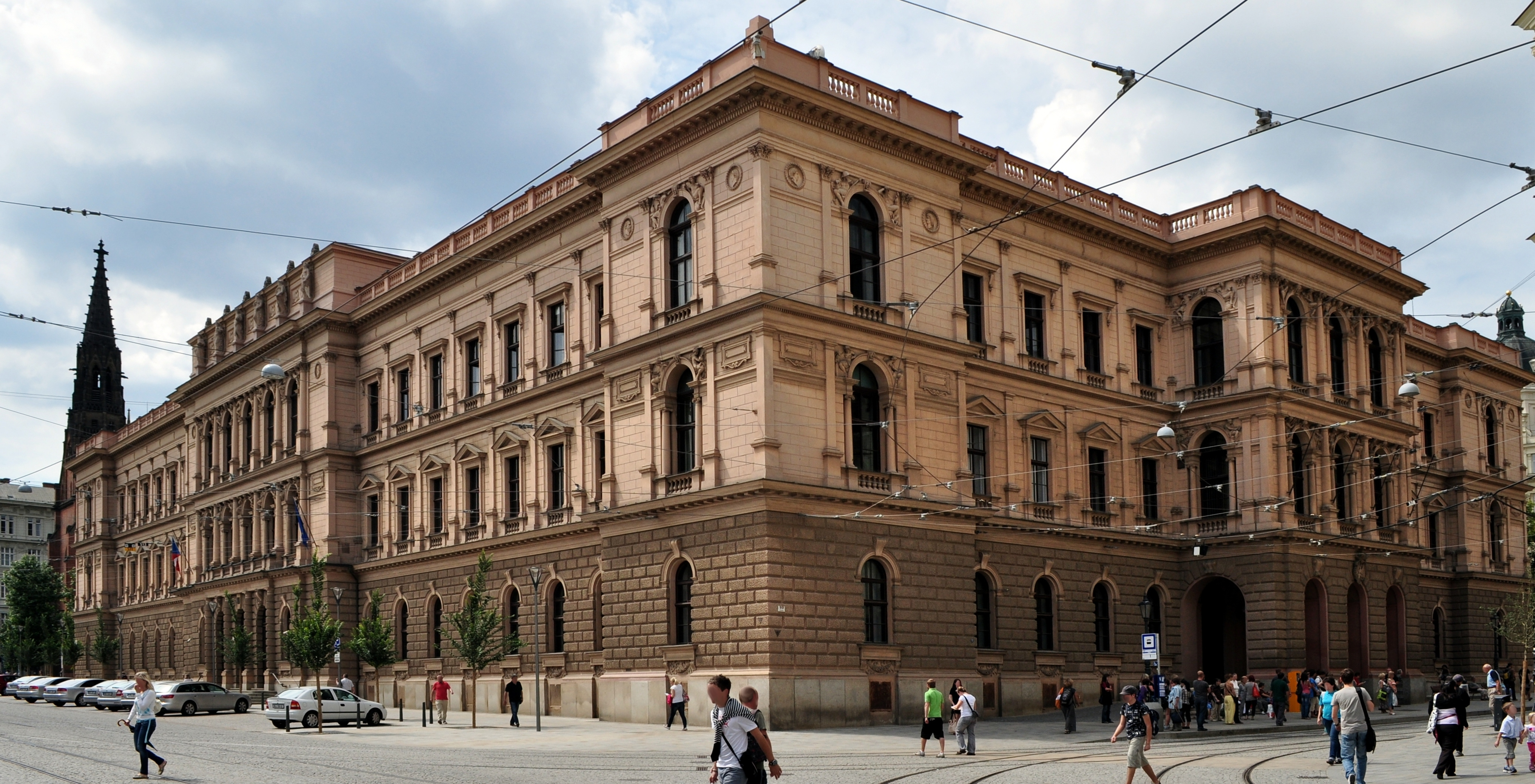
Cehia
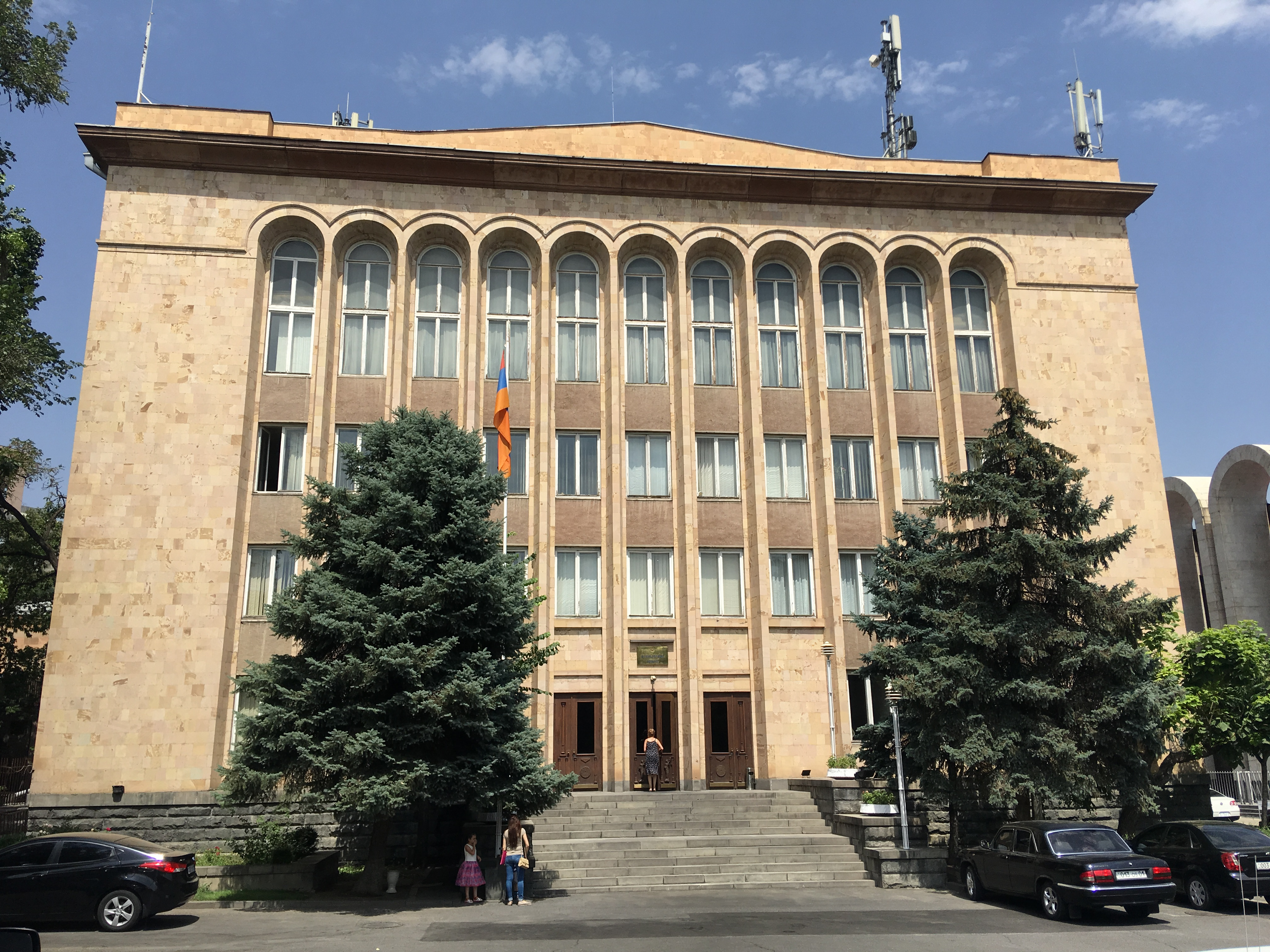
Armenia
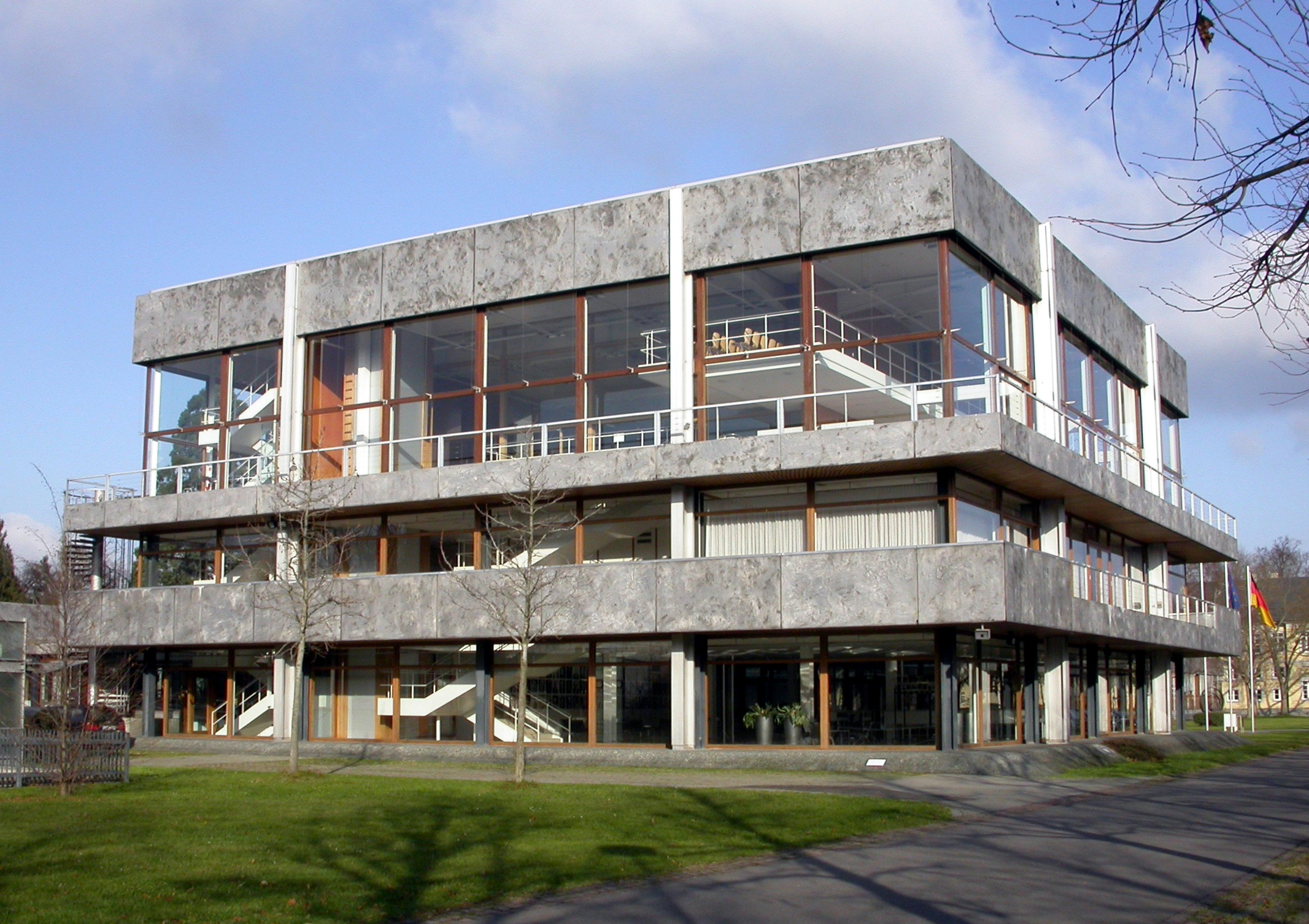
Germania
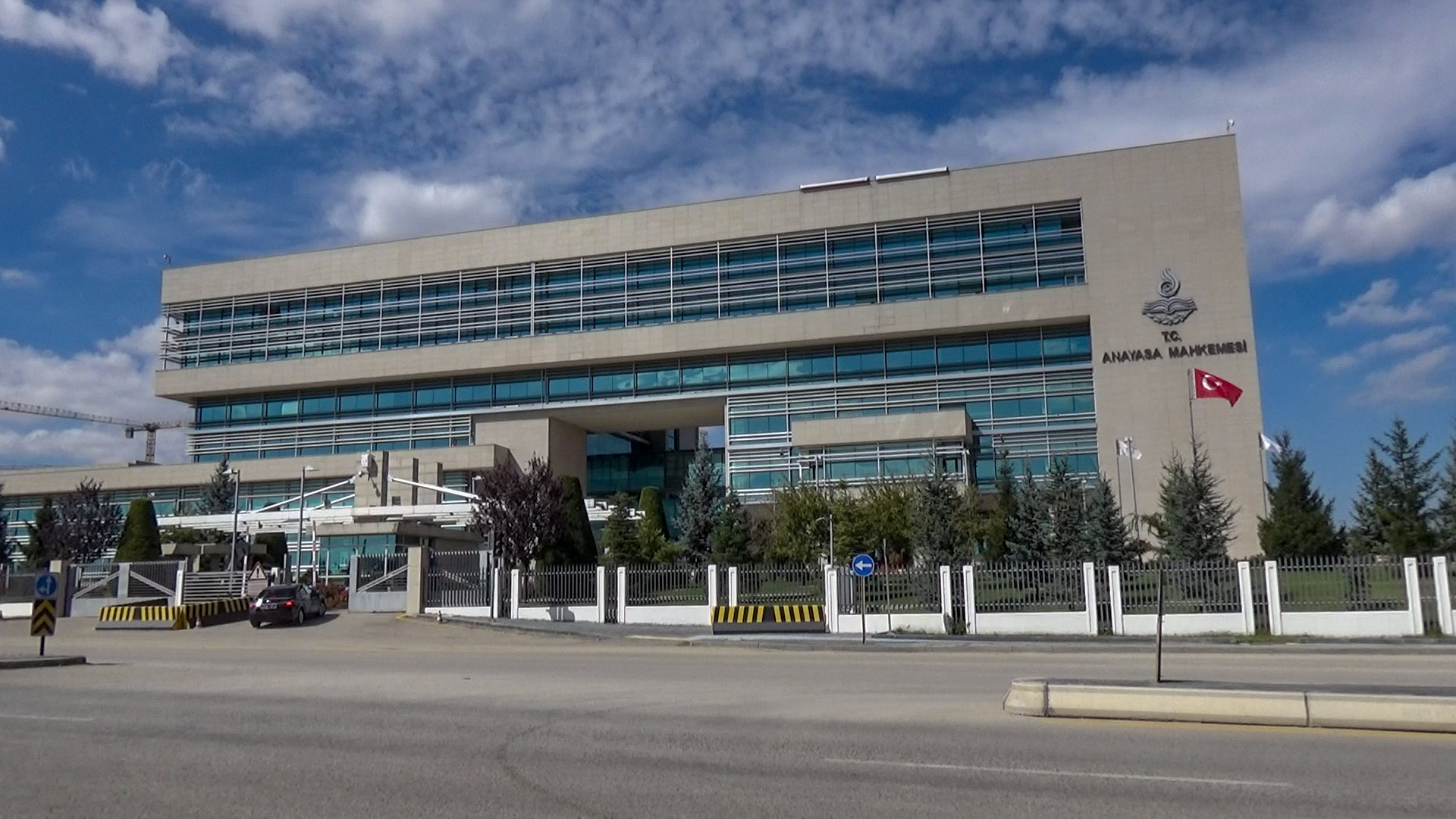
Turcia
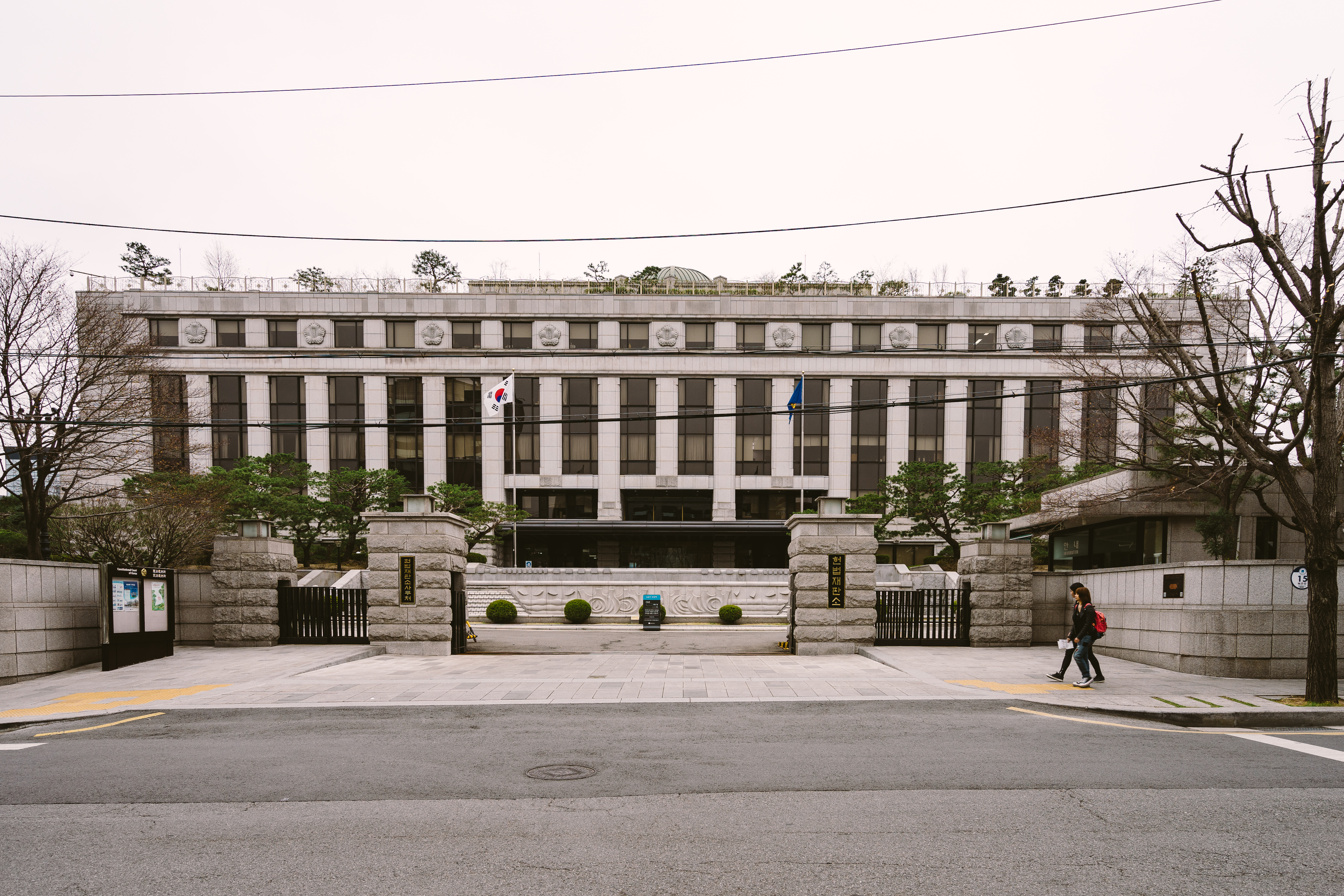
Coreea de Sud
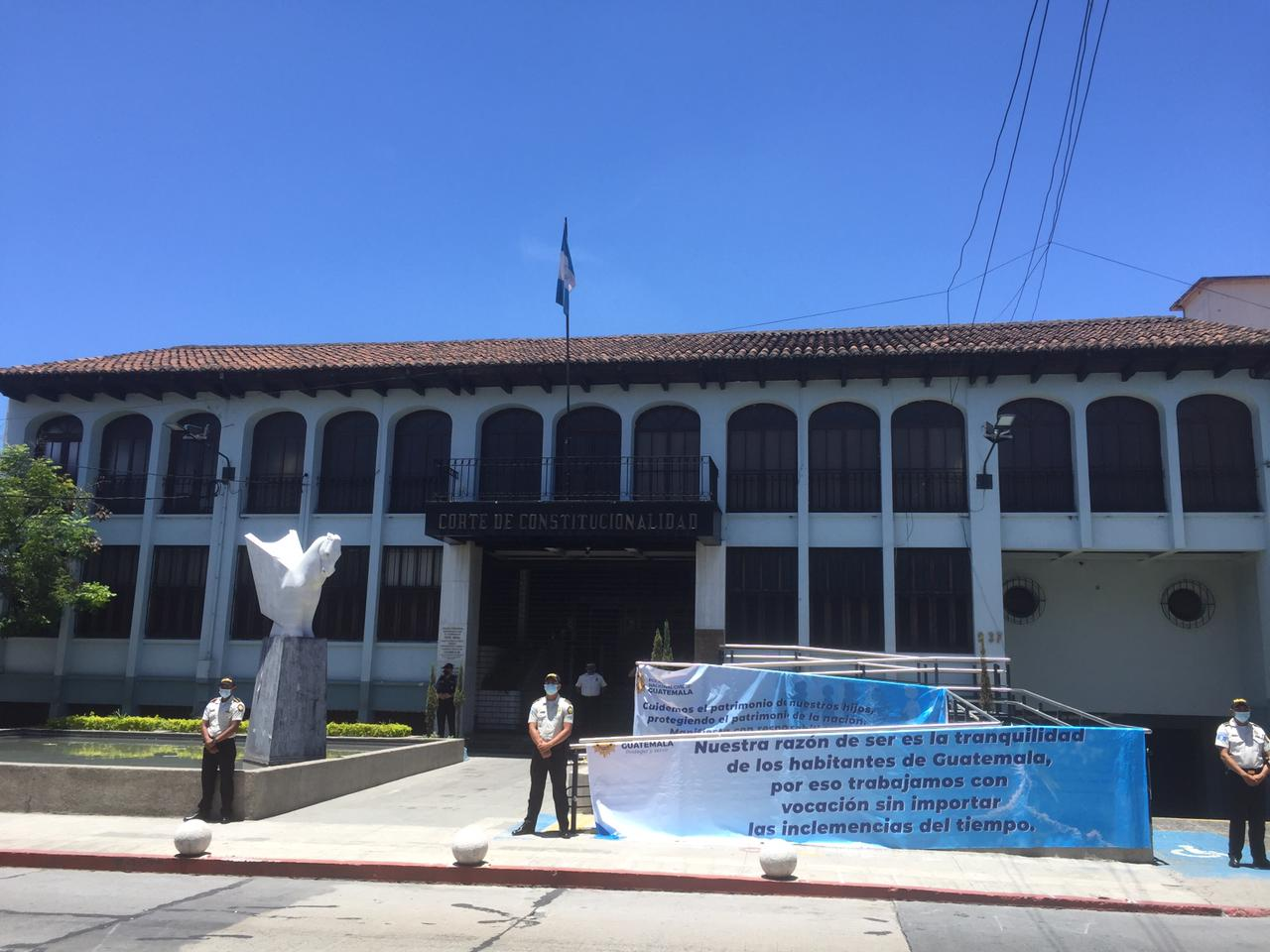
Guatemala
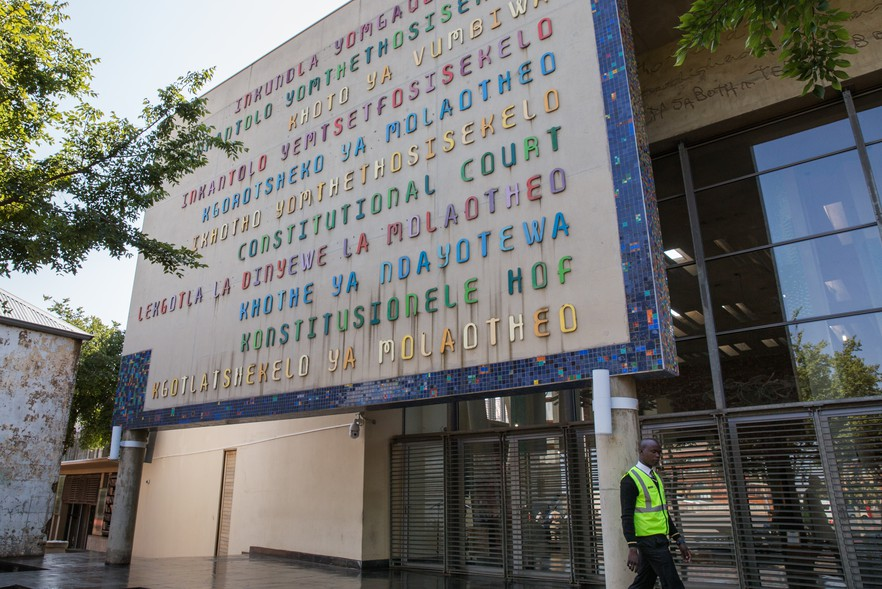
Africa de Sud